# Squalo (singolo)
Squalo è un singolo dei Litfiba pubblicato on line il 25 novembre del 2011, prodotto da Piero Pelù e da Ghigo Renzulli, mixato da Tim Palmer e masterizzato allo Sterling Studio di New York da Greg Calbi.
Il brano anticipa il nuovo disco di inediti (il primo dopo la reunion del dicembre 2009) dal titolo Grande nazione in uscita il 17 gennaio 2012.
Il videoclip è stato diffuso il 28 novembre successivo.